# Эд II де Пороэт
Эд (Эдон, Эон) II (фр. Eudon (Éon, Eudes) II de Porhoët; ум. 1170/1173) — граф де Пороэт с 1142 года, герцог Бретани и граф Ренна с 1148 года. Сын Жоффруа, виконта де Пороэт, и Авоизы, муж Берты, герцогини Бретани.

## Биография
До 1148 года Эд стал вторым мужем Берты, дочери герцога Бретани Конана III. Наследником Конана был его старший сын Хоэль III. Однако перед своей смертью в том же году он отрекся от Хоэля на том основании, что отрицал своё отцовство над ним. Затем он сделал своим наследником своего внука Конана IV, сына Берты и её первого мужа Алена Чёрного, назначив ему наместником Эда II.
На самом деле Эд практически полностью захватил власть в герцогстве в свои руки. В 1154 году Конан IV попытался вернуть себе власть, но потерпел поражение, и был вынужден искать убежище в Англии у короля Генриха II, который подтвердил за ним владение графством Ричмонд, которое он унаследовал от отца. Графство приносило ему доход с земли в Йоркшире.
Конан также получил военную поддержку от короля и стал одним из феодалов Англии, но его вассальное положение в этом государстве спровоцировало восстание дворян в его поддержку, которое привело к изгнанию и низложению Эда, тогда как Конан вернулся из Англии.
Конан IV был провозглашен герцогом в 1156 году, однако в том же году в графстве Нант вспыхнуло восстание против графа Хоэля III. Воспользовавшись этим, Жоффруа VI, граф Анжу и Мэна, сын Генриха II, вторгся в Нант и при поддержке местного населения был провозглашён графом Нанта, хотя через два года скончался. После его смерти Нант был отвоёван бретонским Конаном IV.
Эд де Пороэт поднял новое восстание, окончившееся успешно, и предложил Генриху II под предлогом вторжения в Бретань с армией, принял его в Жослене в 1168 году. Генрих II оставался в Пороэте до последнего восстания в 1173 году в графстве Пентьевр. Эд скончался либо раньше этой даты, в 1170 году, либо после 1173.

## Браки и дети
1. Жена: с 1148 или ранее Берта (ум. 1158/1167), герцогиня Бретани. Дети от этого брака:
- Жоффруа (ум. в молодости)
- Аделаида (ум. 1120), аббатиса Фонтевро
- Аликс, имела связь с 1168 года с Генрихом II, королём Англии

2. Жена: с августа 1167 Жанна де Леон (ум. 1158/1167), дочь Гиомара III де Леон, виконта де Леон. Дети от этого брака:
- Эд III (ум. 1231), граф де Пороэт с 1170
- Эрве
- Элеонора (ум. 5 мая после 1243); муж — Конан де Пентьевр (ум. 1202/1214), сын Анри де Пентьевра, внук Этьена I де Пентьевр